# Betty Carter
Betty Carter, właśc. Lillie Mae Jones (ur. 16 maja 1929 w Flint, zm. 26 września 1998 w Nowym Jorku) – amerykańska wokalistka jazzowa odznaczona Narodowym Medalem Sztuk oraz laureatka NEA Jazz Masters Award 1992.

## Dyskografia
- Meet Betty Carter and Ray Bryant, 1955
- Social Call, 1956
- Out There with Betty Carter, 1958
- I Can't Help It, 1958-60
- The Modern Sound of Betty Carter, 1960
- Ray Charles and Betty Carter, 1961
- Round Midnight, 1962-63
- Inside Betty Carter, 1964
- Finally, Betty Carter, 1969
- Round Midnight, 1969
- At the Village Vanguard, 1970
- The Betty Carter Album, 1972
- Now It's My Turn, 1976
- I Didn't Know What Time It Was, 1976
- The Audience with Betty Carter, 1979
- Whatever Happened to Love?, 1982
- Carmen McRae-Betty Carter Duets, 1987
- Look What I Got, 1988
- Droppin' Things, 1990
- It's Not About the Melody, 1992
- Feed the Fire, 1993
- I'm Yours, You're Mine, 1996